# قيطم مداري جنوبي
قيطم مداري جنوبي (الاسم العلمي:Xenopus epitropicalis ) (بالإنجليزية: Southern tropical platanna)‏ هو نوع من البرمائيات يتبع جنس القيطم من فصيلة الضفادع العديمة اللسان.